# Ottmar Weiss
Ottmar Weiss, scritto anche Ottmar Weiß (Brno, 31 ottobre 1861 – Vienna, 28 aprile 1942), è stato un compositore di scacchi austriaco.
Compose un migliaio di problemi, specialmente in tre mosse. Il database online Yet another chess problem database contiene 374 suoi problemi.
Pubblicò molti suoi problemi con lo pseudonimo "Otto Nemo".
Due suoi problemi:
|   | a | b | c | d | e | f | g | h |   |
| 8 | b7 re del bianco · f7 pedone del nero · f6 pedone del bianco · b5 pedone del nero · c5 pedone del nero · d5 re del nero · h5 torre del nero · c4 cavallo del bianco · d4 cavallo del bianco · f4 pedone del bianco · c2 pedone del bianco · g1 donna del bianco | b7 re del bianco · f7 pedone del nero · f6 pedone del bianco · b5 pedone del nero · c5 pedone del nero · d5 re del nero · h5 torre del nero · c4 cavallo del bianco · d4 cavallo del bianco · f4 pedone del bianco · c2 pedone del bianco · g1 donna del bianco | b7 re del bianco · f7 pedone del nero · f6 pedone del bianco · b5 pedone del nero · c5 pedone del nero · d5 re del nero · h5 torre del nero · c4 cavallo del bianco · d4 cavallo del bianco · f4 pedone del bianco · c2 pedone del bianco · g1 donna del bianco | b7 re del bianco · f7 pedone del nero · f6 pedone del bianco · b5 pedone del nero · c5 pedone del nero · d5 re del nero · h5 torre del nero · c4 cavallo del bianco · d4 cavallo del bianco · f4 pedone del bianco · c2 pedone del bianco · g1 donna del bianco | b7 re del bianco · f7 pedone del nero · f6 pedone del bianco · b5 pedone del nero · c5 pedone del nero · d5 re del nero · h5 torre del nero · c4 cavallo del bianco · d4 cavallo del bianco · f4 pedone del bianco · c2 pedone del bianco · g1 donna del bianco | b7 re del bianco · f7 pedone del nero · f6 pedone del bianco · b5 pedone del nero · c5 pedone del nero · d5 re del nero · h5 torre del nero · c4 cavallo del bianco · d4 cavallo del bianco · f4 pedone del bianco · c2 pedone del bianco · g1 donna del bianco | b7 re del bianco · f7 pedone del nero · f6 pedone del bianco · b5 pedone del nero · c5 pedone del nero · d5 re del nero · h5 torre del nero · c4 cavallo del bianco · d4 cavallo del bianco · f4 pedone del bianco · c2 pedone del bianco · g1 donna del bianco | b7 re del bianco · f7 pedone del nero · f6 pedone del bianco · b5 pedone del nero · c5 pedone del nero · d5 re del nero · h5 torre del nero · c4 cavallo del bianco · d4 cavallo del bianco · f4 pedone del bianco · c2 pedone del bianco · g1 donna del bianco | 8 |
| 7 | b7 re del bianco · f7 pedone del nero · f6 pedone del bianco · b5 pedone del nero · c5 pedone del nero · d5 re del nero · h5 torre del nero · c4 cavallo del bianco · d4 cavallo del bianco · f4 pedone del bianco · c2 pedone del bianco · g1 donna del bianco | b7 re del bianco · f7 pedone del nero · f6 pedone del bianco · b5 pedone del nero · c5 pedone del nero · d5 re del nero · h5 torre del nero · c4 cavallo del bianco · d4 cavallo del bianco · f4 pedone del bianco · c2 pedone del bianco · g1 donna del bianco | b7 re del bianco · f7 pedone del nero · f6 pedone del bianco · b5 pedone del nero · c5 pedone del nero · d5 re del nero · h5 torre del nero · c4 cavallo del bianco · d4 cavallo del bianco · f4 pedone del bianco · c2 pedone del bianco · g1 donna del bianco | b7 re del bianco · f7 pedone del nero · f6 pedone del bianco · b5 pedone del nero · c5 pedone del nero · d5 re del nero · h5 torre del nero · c4 cavallo del bianco · d4 cavallo del bianco · f4 pedone del bianco · c2 pedone del bianco · g1 donna del bianco | b7 re del bianco · f7 pedone del nero · f6 pedone del bianco · b5 pedone del nero · c5 pedone del nero · d5 re del nero · h5 torre del nero · c4 cavallo del bianco · d4 cavallo del bianco · f4 pedone del bianco · c2 pedone del bianco · g1 donna del bianco | b7 re del bianco · f7 pedone del nero · f6 pedone del bianco · b5 pedone del nero · c5 pedone del nero · d5 re del nero · h5 torre del nero · c4 cavallo del bianco · d4 cavallo del bianco · f4 pedone del bianco · c2 pedone del bianco · g1 donna del bianco | b7 re del bianco · f7 pedone del nero · f6 pedone del bianco · b5 pedone del nero · c5 pedone del nero · d5 re del nero · h5 torre del nero · c4 cavallo del bianco · d4 cavallo del bianco · f4 pedone del bianco · c2 pedone del bianco · g1 donna del bianco | b7 re del bianco · f7 pedone del nero · f6 pedone del bianco · b5 pedone del nero · c5 pedone del nero · d5 re del nero · h5 torre del nero · c4 cavallo del bianco · d4 cavallo del bianco · f4 pedone del bianco · c2 pedone del bianco · g1 donna del bianco | 7 |
| 6 | b7 re del bianco · f7 pedone del nero · f6 pedone del bianco · b5 pedone del nero · c5 pedone del nero · d5 re del nero · h5 torre del nero · c4 cavallo del bianco · d4 cavallo del bianco · f4 pedone del bianco · c2 pedone del bianco · g1 donna del bianco | b7 re del bianco · f7 pedone del nero · f6 pedone del bianco · b5 pedone del nero · c5 pedone del nero · d5 re del nero · h5 torre del nero · c4 cavallo del bianco · d4 cavallo del bianco · f4 pedone del bianco · c2 pedone del bianco · g1 donna del bianco | b7 re del bianco · f7 pedone del nero · f6 pedone del bianco · b5 pedone del nero · c5 pedone del nero · d5 re del nero · h5 torre del nero · c4 cavallo del bianco · d4 cavallo del bianco · f4 pedone del bianco · c2 pedone del bianco · g1 donna del bianco | b7 re del bianco · f7 pedone del nero · f6 pedone del bianco · b5 pedone del nero · c5 pedone del nero · d5 re del nero · h5 torre del nero · c4 cavallo del bianco · d4 cavallo del bianco · f4 pedone del bianco · c2 pedone del bianco · g1 donna del bianco | b7 re del bianco · f7 pedone del nero · f6 pedone del bianco · b5 pedone del nero · c5 pedone del nero · d5 re del nero · h5 torre del nero · c4 cavallo del bianco · d4 cavallo del bianco · f4 pedone del bianco · c2 pedone del bianco · g1 donna del bianco | b7 re del bianco · f7 pedone del nero · f6 pedone del bianco · b5 pedone del nero · c5 pedone del nero · d5 re del nero · h5 torre del nero · c4 cavallo del bianco · d4 cavallo del bianco · f4 pedone del bianco · c2 pedone del bianco · g1 donna del bianco | b7 re del bianco · f7 pedone del nero · f6 pedone del bianco · b5 pedone del nero · c5 pedone del nero · d5 re del nero · h5 torre del nero · c4 cavallo del bianco · d4 cavallo del bianco · f4 pedone del bianco · c2 pedone del bianco · g1 donna del bianco | b7 re del bianco · f7 pedone del nero · f6 pedone del bianco · b5 pedone del nero · c5 pedone del nero · d5 re del nero · h5 torre del nero · c4 cavallo del bianco · d4 cavallo del bianco · f4 pedone del bianco · c2 pedone del bianco · g1 donna del bianco | 6 |
| 5 | b7 re del bianco · f7 pedone del nero · f6 pedone del bianco · b5 pedone del nero · c5 pedone del nero · d5 re del nero · h5 torre del nero · c4 cavallo del bianco · d4 cavallo del bianco · f4 pedone del bianco · c2 pedone del bianco · g1 donna del bianco | b7 re del bianco · f7 pedone del nero · f6 pedone del bianco · b5 pedone del nero · c5 pedone del nero · d5 re del nero · h5 torre del nero · c4 cavallo del bianco · d4 cavallo del bianco · f4 pedone del bianco · c2 pedone del bianco · g1 donna del bianco | b7 re del bianco · f7 pedone del nero · f6 pedone del bianco · b5 pedone del nero · c5 pedone del nero · d5 re del nero · h5 torre del nero · c4 cavallo del bianco · d4 cavallo del bianco · f4 pedone del bianco · c2 pedone del bianco · g1 donna del bianco | b7 re del bianco · f7 pedone del nero · f6 pedone del bianco · b5 pedone del nero · c5 pedone del nero · d5 re del nero · h5 torre del nero · c4 cavallo del bianco · d4 cavallo del bianco · f4 pedone del bianco · c2 pedone del bianco · g1 donna del bianco | b7 re del bianco · f7 pedone del nero · f6 pedone del bianco · b5 pedone del nero · c5 pedone del nero · d5 re del nero · h5 torre del nero · c4 cavallo del bianco · d4 cavallo del bianco · f4 pedone del bianco · c2 pedone del bianco · g1 donna del bianco | b7 re del bianco · f7 pedone del nero · f6 pedone del bianco · b5 pedone del nero · c5 pedone del nero · d5 re del nero · h5 torre del nero · c4 cavallo del bianco · d4 cavallo del bianco · f4 pedone del bianco · c2 pedone del bianco · g1 donna del bianco | b7 re del bianco · f7 pedone del nero · f6 pedone del bianco · b5 pedone del nero · c5 pedone del nero · d5 re del nero · h5 torre del nero · c4 cavallo del bianco · d4 cavallo del bianco · f4 pedone del bianco · c2 pedone del bianco · g1 donna del bianco | b7 re del bianco · f7 pedone del nero · f6 pedone del bianco · b5 pedone del nero · c5 pedone del nero · d5 re del nero · h5 torre del nero · c4 cavallo del bianco · d4 cavallo del bianco · f4 pedone del bianco · c2 pedone del bianco · g1 donna del bianco | 5 |
| 4 | b7 re del bianco · f7 pedone del nero · f6 pedone del bianco · b5 pedone del nero · c5 pedone del nero · d5 re del nero · h5 torre del nero · c4 cavallo del bianco · d4 cavallo del bianco · f4 pedone del bianco · c2 pedone del bianco · g1 donna del bianco | b7 re del bianco · f7 pedone del nero · f6 pedone del bianco · b5 pedone del nero · c5 pedone del nero · d5 re del nero · h5 torre del nero · c4 cavallo del bianco · d4 cavallo del bianco · f4 pedone del bianco · c2 pedone del bianco · g1 donna del bianco | b7 re del bianco · f7 pedone del nero · f6 pedone del bianco · b5 pedone del nero · c5 pedone del nero · d5 re del nero · h5 torre del nero · c4 cavallo del bianco · d4 cavallo del bianco · f4 pedone del bianco · c2 pedone del bianco · g1 donna del bianco | b7 re del bianco · f7 pedone del nero · f6 pedone del bianco · b5 pedone del nero · c5 pedone del nero · d5 re del nero · h5 torre del nero · c4 cavallo del bianco · d4 cavallo del bianco · f4 pedone del bianco · c2 pedone del bianco · g1 donna del bianco | b7 re del bianco · f7 pedone del nero · f6 pedone del bianco · b5 pedone del nero · c5 pedone del nero · d5 re del nero · h5 torre del nero · c4 cavallo del bianco · d4 cavallo del bianco · f4 pedone del bianco · c2 pedone del bianco · g1 donna del bianco | b7 re del bianco · f7 pedone del nero · f6 pedone del bianco · b5 pedone del nero · c5 pedone del nero · d5 re del nero · h5 torre del nero · c4 cavallo del bianco · d4 cavallo del bianco · f4 pedone del bianco · c2 pedone del bianco · g1 donna del bianco | b7 re del bianco · f7 pedone del nero · f6 pedone del bianco · b5 pedone del nero · c5 pedone del nero · d5 re del nero · h5 torre del nero · c4 cavallo del bianco · d4 cavallo del bianco · f4 pedone del bianco · c2 pedone del bianco · g1 donna del bianco | b7 re del bianco · f7 pedone del nero · f6 pedone del bianco · b5 pedone del nero · c5 pedone del nero · d5 re del nero · h5 torre del nero · c4 cavallo del bianco · d4 cavallo del bianco · f4 pedone del bianco · c2 pedone del bianco · g1 donna del bianco | 4 |
| 3 | b7 re del bianco · f7 pedone del nero · f6 pedone del bianco · b5 pedone del nero · c5 pedone del nero · d5 re del nero · h5 torre del nero · c4 cavallo del bianco · d4 cavallo del bianco · f4 pedone del bianco · c2 pedone del bianco · g1 donna del bianco | b7 re del bianco · f7 pedone del nero · f6 pedone del bianco · b5 pedone del nero · c5 pedone del nero · d5 re del nero · h5 torre del nero · c4 cavallo del bianco · d4 cavallo del bianco · f4 pedone del bianco · c2 pedone del bianco · g1 donna del bianco | b7 re del bianco · f7 pedone del nero · f6 pedone del bianco · b5 pedone del nero · c5 pedone del nero · d5 re del nero · h5 torre del nero · c4 cavallo del bianco · d4 cavallo del bianco · f4 pedone del bianco · c2 pedone del bianco · g1 donna del bianco | b7 re del bianco · f7 pedone del nero · f6 pedone del bianco · b5 pedone del nero · c5 pedone del nero · d5 re del nero · h5 torre del nero · c4 cavallo del bianco · d4 cavallo del bianco · f4 pedone del bianco · c2 pedone del bianco · g1 donna del bianco | b7 re del bianco · f7 pedone del nero · f6 pedone del bianco · b5 pedone del nero · c5 pedone del nero · d5 re del nero · h5 torre del nero · c4 cavallo del bianco · d4 cavallo del bianco · f4 pedone del bianco · c2 pedone del bianco · g1 donna del bianco | b7 re del bianco · f7 pedone del nero · f6 pedone del bianco · b5 pedone del nero · c5 pedone del nero · d5 re del nero · h5 torre del nero · c4 cavallo del bianco · d4 cavallo del bianco · f4 pedone del bianco · c2 pedone del bianco · g1 donna del bianco | b7 re del bianco · f7 pedone del nero · f6 pedone del bianco · b5 pedone del nero · c5 pedone del nero · d5 re del nero · h5 torre del nero · c4 cavallo del bianco · d4 cavallo del bianco · f4 pedone del bianco · c2 pedone del bianco · g1 donna del bianco | b7 re del bianco · f7 pedone del nero · f6 pedone del bianco · b5 pedone del nero · c5 pedone del nero · d5 re del nero · h5 torre del nero · c4 cavallo del bianco · d4 cavallo del bianco · f4 pedone del bianco · c2 pedone del bianco · g1 donna del bianco | 3 |
| 2 | b7 re del bianco · f7 pedone del nero · f6 pedone del bianco · b5 pedone del nero · c5 pedone del nero · d5 re del nero · h5 torre del nero · c4 cavallo del bianco · d4 cavallo del bianco · f4 pedone del bianco · c2 pedone del bianco · g1 donna del bianco | b7 re del bianco · f7 pedone del nero · f6 pedone del bianco · b5 pedone del nero · c5 pedone del nero · d5 re del nero · h5 torre del nero · c4 cavallo del bianco · d4 cavallo del bianco · f4 pedone del bianco · c2 pedone del bianco · g1 donna del bianco | b7 re del bianco · f7 pedone del nero · f6 pedone del bianco · b5 pedone del nero · c5 pedone del nero · d5 re del nero · h5 torre del nero · c4 cavallo del bianco · d4 cavallo del bianco · f4 pedone del bianco · c2 pedone del bianco · g1 donna del bianco | b7 re del bianco · f7 pedone del nero · f6 pedone del bianco · b5 pedone del nero · c5 pedone del nero · d5 re del nero · h5 torre del nero · c4 cavallo del bianco · d4 cavallo del bianco · f4 pedone del bianco · c2 pedone del bianco · g1 donna del bianco | b7 re del bianco · f7 pedone del nero · f6 pedone del bianco · b5 pedone del nero · c5 pedone del nero · d5 re del nero · h5 torre del nero · c4 cavallo del bianco · d4 cavallo del bianco · f4 pedone del bianco · c2 pedone del bianco · g1 donna del bianco | b7 re del bianco · f7 pedone del nero · f6 pedone del bianco · b5 pedone del nero · c5 pedone del nero · d5 re del nero · h5 torre del nero · c4 cavallo del bianco · d4 cavallo del bianco · f4 pedone del bianco · c2 pedone del bianco · g1 donna del bianco | b7 re del bianco · f7 pedone del nero · f6 pedone del bianco · b5 pedone del nero · c5 pedone del nero · d5 re del nero · h5 torre del nero · c4 cavallo del bianco · d4 cavallo del bianco · f4 pedone del bianco · c2 pedone del bianco · g1 donna del bianco | b7 re del bianco · f7 pedone del nero · f6 pedone del bianco · b5 pedone del nero · c5 pedone del nero · d5 re del nero · h5 torre del nero · c4 cavallo del bianco · d4 cavallo del bianco · f4 pedone del bianco · c2 pedone del bianco · g1 donna del bianco | 2 |
| 1 | b7 re del bianco · f7 pedone del nero · f6 pedone del bianco · b5 pedone del nero · c5 pedone del nero · d5 re del nero · h5 torre del nero · c4 cavallo del bianco · d4 cavallo del bianco · f4 pedone del bianco · c2 pedone del bianco · g1 donna del bianco | b7 re del bianco · f7 pedone del nero · f6 pedone del bianco · b5 pedone del nero · c5 pedone del nero · d5 re del nero · h5 torre del nero · c4 cavallo del bianco · d4 cavallo del bianco · f4 pedone del bianco · c2 pedone del bianco · g1 donna del bianco | b7 re del bianco · f7 pedone del nero · f6 pedone del bianco · b5 pedone del nero · c5 pedone del nero · d5 re del nero · h5 torre del nero · c4 cavallo del bianco · d4 cavallo del bianco · f4 pedone del bianco · c2 pedone del bianco · g1 donna del bianco | b7 re del bianco · f7 pedone del nero · f6 pedone del bianco · b5 pedone del nero · c5 pedone del nero · d5 re del nero · h5 torre del nero · c4 cavallo del bianco · d4 cavallo del bianco · f4 pedone del bianco · c2 pedone del bianco · g1 donna del bianco | b7 re del bianco · f7 pedone del nero · f6 pedone del bianco · b5 pedone del nero · c5 pedone del nero · d5 re del nero · h5 torre del nero · c4 cavallo del bianco · d4 cavallo del bianco · f4 pedone del bianco · c2 pedone del bianco · g1 donna del bianco | b7 re del bianco · f7 pedone del nero · f6 pedone del bianco · b5 pedone del nero · c5 pedone del nero · d5 re del nero · h5 torre del nero · c4 cavallo del bianco · d4 cavallo del bianco · f4 pedone del bianco · c2 pedone del bianco · g1 donna del bianco | b7 re del bianco · f7 pedone del nero · f6 pedone del bianco · b5 pedone del nero · c5 pedone del nero · d5 re del nero · h5 torre del nero · c4 cavallo del bianco · d4 cavallo del bianco · f4 pedone del bianco · c2 pedone del bianco · g1 donna del bianco | b7 re del bianco · f7 pedone del nero · f6 pedone del bianco · b5 pedone del nero · c5 pedone del nero · d5 re del nero · h5 torre del nero · c4 cavallo del bianco · d4 cavallo del bianco · f4 pedone del bianco · c2 pedone del bianco · g1 donna del bianco | 1 |
|   | a | b | c | d | e | f | g | h |   |

Soluzione:
1. De3!  (min. 2. Cb6+ Rdd6 3. Cxb5/De7#)
1... bxc4  2. Df3+ Rd6  3. Dc6#

 (2... Rxd4  3. c3#)

|   | a | b | c | d | e | f | g | h |   |
| 8 | d8 cavallo del bianco · e8 re del bianco · c7 pedone del nero · d6 pedone del nero · h6 pedone del nero · a5 alfiere del nero · b5 cavallo del nero · d5 cavallo del bianco · f5 re del nero · h5 pedone del nero · d4 pedone del bianco · c3 pedone del nero · d3 pedone del nero · g3 donna del bianco · g2 cavallo del nero | d8 cavallo del bianco · e8 re del bianco · c7 pedone del nero · d6 pedone del nero · h6 pedone del nero · a5 alfiere del nero · b5 cavallo del nero · d5 cavallo del bianco · f5 re del nero · h5 pedone del nero · d4 pedone del bianco · c3 pedone del nero · d3 pedone del nero · g3 donna del bianco · g2 cavallo del nero | d8 cavallo del bianco · e8 re del bianco · c7 pedone del nero · d6 pedone del nero · h6 pedone del nero · a5 alfiere del nero · b5 cavallo del nero · d5 cavallo del bianco · f5 re del nero · h5 pedone del nero · d4 pedone del bianco · c3 pedone del nero · d3 pedone del nero · g3 donna del bianco · g2 cavallo del nero | d8 cavallo del bianco · e8 re del bianco · c7 pedone del nero · d6 pedone del nero · h6 pedone del nero · a5 alfiere del nero · b5 cavallo del nero · d5 cavallo del bianco · f5 re del nero · h5 pedone del nero · d4 pedone del bianco · c3 pedone del nero · d3 pedone del nero · g3 donna del bianco · g2 cavallo del nero | d8 cavallo del bianco · e8 re del bianco · c7 pedone del nero · d6 pedone del nero · h6 pedone del nero · a5 alfiere del nero · b5 cavallo del nero · d5 cavallo del bianco · f5 re del nero · h5 pedone del nero · d4 pedone del bianco · c3 pedone del nero · d3 pedone del nero · g3 donna del bianco · g2 cavallo del nero | d8 cavallo del bianco · e8 re del bianco · c7 pedone del nero · d6 pedone del nero · h6 pedone del nero · a5 alfiere del nero · b5 cavallo del nero · d5 cavallo del bianco · f5 re del nero · h5 pedone del nero · d4 pedone del bianco · c3 pedone del nero · d3 pedone del nero · g3 donna del bianco · g2 cavallo del nero | d8 cavallo del bianco · e8 re del bianco · c7 pedone del nero · d6 pedone del nero · h6 pedone del nero · a5 alfiere del nero · b5 cavallo del nero · d5 cavallo del bianco · f5 re del nero · h5 pedone del nero · d4 pedone del bianco · c3 pedone del nero · d3 pedone del nero · g3 donna del bianco · g2 cavallo del nero | d8 cavallo del bianco · e8 re del bianco · c7 pedone del nero · d6 pedone del nero · h6 pedone del nero · a5 alfiere del nero · b5 cavallo del nero · d5 cavallo del bianco · f5 re del nero · h5 pedone del nero · d4 pedone del bianco · c3 pedone del nero · d3 pedone del nero · g3 donna del bianco · g2 cavallo del nero | 8 |
| 7 | d8 cavallo del bianco · e8 re del bianco · c7 pedone del nero · d6 pedone del nero · h6 pedone del nero · a5 alfiere del nero · b5 cavallo del nero · d5 cavallo del bianco · f5 re del nero · h5 pedone del nero · d4 pedone del bianco · c3 pedone del nero · d3 pedone del nero · g3 donna del bianco · g2 cavallo del nero | d8 cavallo del bianco · e8 re del bianco · c7 pedone del nero · d6 pedone del nero · h6 pedone del nero · a5 alfiere del nero · b5 cavallo del nero · d5 cavallo del bianco · f5 re del nero · h5 pedone del nero · d4 pedone del bianco · c3 pedone del nero · d3 pedone del nero · g3 donna del bianco · g2 cavallo del nero | d8 cavallo del bianco · e8 re del bianco · c7 pedone del nero · d6 pedone del nero · h6 pedone del nero · a5 alfiere del nero · b5 cavallo del nero · d5 cavallo del bianco · f5 re del nero · h5 pedone del nero · d4 pedone del bianco · c3 pedone del nero · d3 pedone del nero · g3 donna del bianco · g2 cavallo del nero | d8 cavallo del bianco · e8 re del bianco · c7 pedone del nero · d6 pedone del nero · h6 pedone del nero · a5 alfiere del nero · b5 cavallo del nero · d5 cavallo del bianco · f5 re del nero · h5 pedone del nero · d4 pedone del bianco · c3 pedone del nero · d3 pedone del nero · g3 donna del bianco · g2 cavallo del nero | d8 cavallo del bianco · e8 re del bianco · c7 pedone del nero · d6 pedone del nero · h6 pedone del nero · a5 alfiere del nero · b5 cavallo del nero · d5 cavallo del bianco · f5 re del nero · h5 pedone del nero · d4 pedone del bianco · c3 pedone del nero · d3 pedone del nero · g3 donna del bianco · g2 cavallo del nero | d8 cavallo del bianco · e8 re del bianco · c7 pedone del nero · d6 pedone del nero · h6 pedone del nero · a5 alfiere del nero · b5 cavallo del nero · d5 cavallo del bianco · f5 re del nero · h5 pedone del nero · d4 pedone del bianco · c3 pedone del nero · d3 pedone del nero · g3 donna del bianco · g2 cavallo del nero | d8 cavallo del bianco · e8 re del bianco · c7 pedone del nero · d6 pedone del nero · h6 pedone del nero · a5 alfiere del nero · b5 cavallo del nero · d5 cavallo del bianco · f5 re del nero · h5 pedone del nero · d4 pedone del bianco · c3 pedone del nero · d3 pedone del nero · g3 donna del bianco · g2 cavallo del nero | d8 cavallo del bianco · e8 re del bianco · c7 pedone del nero · d6 pedone del nero · h6 pedone del nero · a5 alfiere del nero · b5 cavallo del nero · d5 cavallo del bianco · f5 re del nero · h5 pedone del nero · d4 pedone del bianco · c3 pedone del nero · d3 pedone del nero · g3 donna del bianco · g2 cavallo del nero | 7 |
| 6 | d8 cavallo del bianco · e8 re del bianco · c7 pedone del nero · d6 pedone del nero · h6 pedone del nero · a5 alfiere del nero · b5 cavallo del nero · d5 cavallo del bianco · f5 re del nero · h5 pedone del nero · d4 pedone del bianco · c3 pedone del nero · d3 pedone del nero · g3 donna del bianco · g2 cavallo del nero | d8 cavallo del bianco · e8 re del bianco · c7 pedone del nero · d6 pedone del nero · h6 pedone del nero · a5 alfiere del nero · b5 cavallo del nero · d5 cavallo del bianco · f5 re del nero · h5 pedone del nero · d4 pedone del bianco · c3 pedone del nero · d3 pedone del nero · g3 donna del bianco · g2 cavallo del nero | d8 cavallo del bianco · e8 re del bianco · c7 pedone del nero · d6 pedone del nero · h6 pedone del nero · a5 alfiere del nero · b5 cavallo del nero · d5 cavallo del bianco · f5 re del nero · h5 pedone del nero · d4 pedone del bianco · c3 pedone del nero · d3 pedone del nero · g3 donna del bianco · g2 cavallo del nero | d8 cavallo del bianco · e8 re del bianco · c7 pedone del nero · d6 pedone del nero · h6 pedone del nero · a5 alfiere del nero · b5 cavallo del nero · d5 cavallo del bianco · f5 re del nero · h5 pedone del nero · d4 pedone del bianco · c3 pedone del nero · d3 pedone del nero · g3 donna del bianco · g2 cavallo del nero | d8 cavallo del bianco · e8 re del bianco · c7 pedone del nero · d6 pedone del nero · h6 pedone del nero · a5 alfiere del nero · b5 cavallo del nero · d5 cavallo del bianco · f5 re del nero · h5 pedone del nero · d4 pedone del bianco · c3 pedone del nero · d3 pedone del nero · g3 donna del bianco · g2 cavallo del nero | d8 cavallo del bianco · e8 re del bianco · c7 pedone del nero · d6 pedone del nero · h6 pedone del nero · a5 alfiere del nero · b5 cavallo del nero · d5 cavallo del bianco · f5 re del nero · h5 pedone del nero · d4 pedone del bianco · c3 pedone del nero · d3 pedone del nero · g3 donna del bianco · g2 cavallo del nero | d8 cavallo del bianco · e8 re del bianco · c7 pedone del nero · d6 pedone del nero · h6 pedone del nero · a5 alfiere del nero · b5 cavallo del nero · d5 cavallo del bianco · f5 re del nero · h5 pedone del nero · d4 pedone del bianco · c3 pedone del nero · d3 pedone del nero · g3 donna del bianco · g2 cavallo del nero | d8 cavallo del bianco · e8 re del bianco · c7 pedone del nero · d6 pedone del nero · h6 pedone del nero · a5 alfiere del nero · b5 cavallo del nero · d5 cavallo del bianco · f5 re del nero · h5 pedone del nero · d4 pedone del bianco · c3 pedone del nero · d3 pedone del nero · g3 donna del bianco · g2 cavallo del nero | 6 |
| 5 | d8 cavallo del bianco · e8 re del bianco · c7 pedone del nero · d6 pedone del nero · h6 pedone del nero · a5 alfiere del nero · b5 cavallo del nero · d5 cavallo del bianco · f5 re del nero · h5 pedone del nero · d4 pedone del bianco · c3 pedone del nero · d3 pedone del nero · g3 donna del bianco · g2 cavallo del nero | d8 cavallo del bianco · e8 re del bianco · c7 pedone del nero · d6 pedone del nero · h6 pedone del nero · a5 alfiere del nero · b5 cavallo del nero · d5 cavallo del bianco · f5 re del nero · h5 pedone del nero · d4 pedone del bianco · c3 pedone del nero · d3 pedone del nero · g3 donna del bianco · g2 cavallo del nero | d8 cavallo del bianco · e8 re del bianco · c7 pedone del nero · d6 pedone del nero · h6 pedone del nero · a5 alfiere del nero · b5 cavallo del nero · d5 cavallo del bianco · f5 re del nero · h5 pedone del nero · d4 pedone del bianco · c3 pedone del nero · d3 pedone del nero · g3 donna del bianco · g2 cavallo del nero | d8 cavallo del bianco · e8 re del bianco · c7 pedone del nero · d6 pedone del nero · h6 pedone del nero · a5 alfiere del nero · b5 cavallo del nero · d5 cavallo del bianco · f5 re del nero · h5 pedone del nero · d4 pedone del bianco · c3 pedone del nero · d3 pedone del nero · g3 donna del bianco · g2 cavallo del nero | d8 cavallo del bianco · e8 re del bianco · c7 pedone del nero · d6 pedone del nero · h6 pedone del nero · a5 alfiere del nero · b5 cavallo del nero · d5 cavallo del bianco · f5 re del nero · h5 pedone del nero · d4 pedone del bianco · c3 pedone del nero · d3 pedone del nero · g3 donna del bianco · g2 cavallo del nero | d8 cavallo del bianco · e8 re del bianco · c7 pedone del nero · d6 pedone del nero · h6 pedone del nero · a5 alfiere del nero · b5 cavallo del nero · d5 cavallo del bianco · f5 re del nero · h5 pedone del nero · d4 pedone del bianco · c3 pedone del nero · d3 pedone del nero · g3 donna del bianco · g2 cavallo del nero | d8 cavallo del bianco · e8 re del bianco · c7 pedone del nero · d6 pedone del nero · h6 pedone del nero · a5 alfiere del nero · b5 cavallo del nero · d5 cavallo del bianco · f5 re del nero · h5 pedone del nero · d4 pedone del bianco · c3 pedone del nero · d3 pedone del nero · g3 donna del bianco · g2 cavallo del nero | d8 cavallo del bianco · e8 re del bianco · c7 pedone del nero · d6 pedone del nero · h6 pedone del nero · a5 alfiere del nero · b5 cavallo del nero · d5 cavallo del bianco · f5 re del nero · h5 pedone del nero · d4 pedone del bianco · c3 pedone del nero · d3 pedone del nero · g3 donna del bianco · g2 cavallo del nero | 5 |
| 4 | d8 cavallo del bianco · e8 re del bianco · c7 pedone del nero · d6 pedone del nero · h6 pedone del nero · a5 alfiere del nero · b5 cavallo del nero · d5 cavallo del bianco · f5 re del nero · h5 pedone del nero · d4 pedone del bianco · c3 pedone del nero · d3 pedone del nero · g3 donna del bianco · g2 cavallo del nero | d8 cavallo del bianco · e8 re del bianco · c7 pedone del nero · d6 pedone del nero · h6 pedone del nero · a5 alfiere del nero · b5 cavallo del nero · d5 cavallo del bianco · f5 re del nero · h5 pedone del nero · d4 pedone del bianco · c3 pedone del nero · d3 pedone del nero · g3 donna del bianco · g2 cavallo del nero | d8 cavallo del bianco · e8 re del bianco · c7 pedone del nero · d6 pedone del nero · h6 pedone del nero · a5 alfiere del nero · b5 cavallo del nero · d5 cavallo del bianco · f5 re del nero · h5 pedone del nero · d4 pedone del bianco · c3 pedone del nero · d3 pedone del nero · g3 donna del bianco · g2 cavallo del nero | d8 cavallo del bianco · e8 re del bianco · c7 pedone del nero · d6 pedone del nero · h6 pedone del nero · a5 alfiere del nero · b5 cavallo del nero · d5 cavallo del bianco · f5 re del nero · h5 pedone del nero · d4 pedone del bianco · c3 pedone del nero · d3 pedone del nero · g3 donna del bianco · g2 cavallo del nero | d8 cavallo del bianco · e8 re del bianco · c7 pedone del nero · d6 pedone del nero · h6 pedone del nero · a5 alfiere del nero · b5 cavallo del nero · d5 cavallo del bianco · f5 re del nero · h5 pedone del nero · d4 pedone del bianco · c3 pedone del nero · d3 pedone del nero · g3 donna del bianco · g2 cavallo del nero | d8 cavallo del bianco · e8 re del bianco · c7 pedone del nero · d6 pedone del nero · h6 pedone del nero · a5 alfiere del nero · b5 cavallo del nero · d5 cavallo del bianco · f5 re del nero · h5 pedone del nero · d4 pedone del bianco · c3 pedone del nero · d3 pedone del nero · g3 donna del bianco · g2 cavallo del nero | d8 cavallo del bianco · e8 re del bianco · c7 pedone del nero · d6 pedone del nero · h6 pedone del nero · a5 alfiere del nero · b5 cavallo del nero · d5 cavallo del bianco · f5 re del nero · h5 pedone del nero · d4 pedone del bianco · c3 pedone del nero · d3 pedone del nero · g3 donna del bianco · g2 cavallo del nero | d8 cavallo del bianco · e8 re del bianco · c7 pedone del nero · d6 pedone del nero · h6 pedone del nero · a5 alfiere del nero · b5 cavallo del nero · d5 cavallo del bianco · f5 re del nero · h5 pedone del nero · d4 pedone del bianco · c3 pedone del nero · d3 pedone del nero · g3 donna del bianco · g2 cavallo del nero | 4 |
| 3 | d8 cavallo del bianco · e8 re del bianco · c7 pedone del nero · d6 pedone del nero · h6 pedone del nero · a5 alfiere del nero · b5 cavallo del nero · d5 cavallo del bianco · f5 re del nero · h5 pedone del nero · d4 pedone del bianco · c3 pedone del nero · d3 pedone del nero · g3 donna del bianco · g2 cavallo del nero | d8 cavallo del bianco · e8 re del bianco · c7 pedone del nero · d6 pedone del nero · h6 pedone del nero · a5 alfiere del nero · b5 cavallo del nero · d5 cavallo del bianco · f5 re del nero · h5 pedone del nero · d4 pedone del bianco · c3 pedone del nero · d3 pedone del nero · g3 donna del bianco · g2 cavallo del nero | d8 cavallo del bianco · e8 re del bianco · c7 pedone del nero · d6 pedone del nero · h6 pedone del nero · a5 alfiere del nero · b5 cavallo del nero · d5 cavallo del bianco · f5 re del nero · h5 pedone del nero · d4 pedone del bianco · c3 pedone del nero · d3 pedone del nero · g3 donna del bianco · g2 cavallo del nero | d8 cavallo del bianco · e8 re del bianco · c7 pedone del nero · d6 pedone del nero · h6 pedone del nero · a5 alfiere del nero · b5 cavallo del nero · d5 cavallo del bianco · f5 re del nero · h5 pedone del nero · d4 pedone del bianco · c3 pedone del nero · d3 pedone del nero · g3 donna del bianco · g2 cavallo del nero | d8 cavallo del bianco · e8 re del bianco · c7 pedone del nero · d6 pedone del nero · h6 pedone del nero · a5 alfiere del nero · b5 cavallo del nero · d5 cavallo del bianco · f5 re del nero · h5 pedone del nero · d4 pedone del bianco · c3 pedone del nero · d3 pedone del nero · g3 donna del bianco · g2 cavallo del nero | d8 cavallo del bianco · e8 re del bianco · c7 pedone del nero · d6 pedone del nero · h6 pedone del nero · a5 alfiere del nero · b5 cavallo del nero · d5 cavallo del bianco · f5 re del nero · h5 pedone del nero · d4 pedone del bianco · c3 pedone del nero · d3 pedone del nero · g3 donna del bianco · g2 cavallo del nero | d8 cavallo del bianco · e8 re del bianco · c7 pedone del nero · d6 pedone del nero · h6 pedone del nero · a5 alfiere del nero · b5 cavallo del nero · d5 cavallo del bianco · f5 re del nero · h5 pedone del nero · d4 pedone del bianco · c3 pedone del nero · d3 pedone del nero · g3 donna del bianco · g2 cavallo del nero | d8 cavallo del bianco · e8 re del bianco · c7 pedone del nero · d6 pedone del nero · h6 pedone del nero · a5 alfiere del nero · b5 cavallo del nero · d5 cavallo del bianco · f5 re del nero · h5 pedone del nero · d4 pedone del bianco · c3 pedone del nero · d3 pedone del nero · g3 donna del bianco · g2 cavallo del nero | 3 |
| 2 | d8 cavallo del bianco · e8 re del bianco · c7 pedone del nero · d6 pedone del nero · h6 pedone del nero · a5 alfiere del nero · b5 cavallo del nero · d5 cavallo del bianco · f5 re del nero · h5 pedone del nero · d4 pedone del bianco · c3 pedone del nero · d3 pedone del nero · g3 donna del bianco · g2 cavallo del nero | d8 cavallo del bianco · e8 re del bianco · c7 pedone del nero · d6 pedone del nero · h6 pedone del nero · a5 alfiere del nero · b5 cavallo del nero · d5 cavallo del bianco · f5 re del nero · h5 pedone del nero · d4 pedone del bianco · c3 pedone del nero · d3 pedone del nero · g3 donna del bianco · g2 cavallo del nero | d8 cavallo del bianco · e8 re del bianco · c7 pedone del nero · d6 pedone del nero · h6 pedone del nero · a5 alfiere del nero · b5 cavallo del nero · d5 cavallo del bianco · f5 re del nero · h5 pedone del nero · d4 pedone del bianco · c3 pedone del nero · d3 pedone del nero · g3 donna del bianco · g2 cavallo del nero | d8 cavallo del bianco · e8 re del bianco · c7 pedone del nero · d6 pedone del nero · h6 pedone del nero · a5 alfiere del nero · b5 cavallo del nero · d5 cavallo del bianco · f5 re del nero · h5 pedone del nero · d4 pedone del bianco · c3 pedone del nero · d3 pedone del nero · g3 donna del bianco · g2 cavallo del nero | d8 cavallo del bianco · e8 re del bianco · c7 pedone del nero · d6 pedone del nero · h6 pedone del nero · a5 alfiere del nero · b5 cavallo del nero · d5 cavallo del bianco · f5 re del nero · h5 pedone del nero · d4 pedone del bianco · c3 pedone del nero · d3 pedone del nero · g3 donna del bianco · g2 cavallo del nero | d8 cavallo del bianco · e8 re del bianco · c7 pedone del nero · d6 pedone del nero · h6 pedone del nero · a5 alfiere del nero · b5 cavallo del nero · d5 cavallo del bianco · f5 re del nero · h5 pedone del nero · d4 pedone del bianco · c3 pedone del nero · d3 pedone del nero · g3 donna del bianco · g2 cavallo del nero | d8 cavallo del bianco · e8 re del bianco · c7 pedone del nero · d6 pedone del nero · h6 pedone del nero · a5 alfiere del nero · b5 cavallo del nero · d5 cavallo del bianco · f5 re del nero · h5 pedone del nero · d4 pedone del bianco · c3 pedone del nero · d3 pedone del nero · g3 donna del bianco · g2 cavallo del nero | d8 cavallo del bianco · e8 re del bianco · c7 pedone del nero · d6 pedone del nero · h6 pedone del nero · a5 alfiere del nero · b5 cavallo del nero · d5 cavallo del bianco · f5 re del nero · h5 pedone del nero · d4 pedone del bianco · c3 pedone del nero · d3 pedone del nero · g3 donna del bianco · g2 cavallo del nero | 2 |
| 1 | d8 cavallo del bianco · e8 re del bianco · c7 pedone del nero · d6 pedone del nero · h6 pedone del nero · a5 alfiere del nero · b5 cavallo del nero · d5 cavallo del bianco · f5 re del nero · h5 pedone del nero · d4 pedone del bianco · c3 pedone del nero · d3 pedone del nero · g3 donna del bianco · g2 cavallo del nero | d8 cavallo del bianco · e8 re del bianco · c7 pedone del nero · d6 pedone del nero · h6 pedone del nero · a5 alfiere del nero · b5 cavallo del nero · d5 cavallo del bianco · f5 re del nero · h5 pedone del nero · d4 pedone del bianco · c3 pedone del nero · d3 pedone del nero · g3 donna del bianco · g2 cavallo del nero | d8 cavallo del bianco · e8 re del bianco · c7 pedone del nero · d6 pedone del nero · h6 pedone del nero · a5 alfiere del nero · b5 cavallo del nero · d5 cavallo del bianco · f5 re del nero · h5 pedone del nero · d4 pedone del bianco · c3 pedone del nero · d3 pedone del nero · g3 donna del bianco · g2 cavallo del nero | d8 cavallo del bianco · e8 re del bianco · c7 pedone del nero · d6 pedone del nero · h6 pedone del nero · a5 alfiere del nero · b5 cavallo del nero · d5 cavallo del bianco · f5 re del nero · h5 pedone del nero · d4 pedone del bianco · c3 pedone del nero · d3 pedone del nero · g3 donna del bianco · g2 cavallo del nero | d8 cavallo del bianco · e8 re del bianco · c7 pedone del nero · d6 pedone del nero · h6 pedone del nero · a5 alfiere del nero · b5 cavallo del nero · d5 cavallo del bianco · f5 re del nero · h5 pedone del nero · d4 pedone del bianco · c3 pedone del nero · d3 pedone del nero · g3 donna del bianco · g2 cavallo del nero | d8 cavallo del bianco · e8 re del bianco · c7 pedone del nero · d6 pedone del nero · h6 pedone del nero · a5 alfiere del nero · b5 cavallo del nero · d5 cavallo del bianco · f5 re del nero · h5 pedone del nero · d4 pedone del bianco · c3 pedone del nero · d3 pedone del nero · g3 donna del bianco · g2 cavallo del nero | d8 cavallo del bianco · e8 re del bianco · c7 pedone del nero · d6 pedone del nero · h6 pedone del nero · a5 alfiere del nero · b5 cavallo del nero · d5 cavallo del bianco · f5 re del nero · h5 pedone del nero · d4 pedone del bianco · c3 pedone del nero · d3 pedone del nero · g3 donna del bianco · g2 cavallo del nero | d8 cavallo del bianco · e8 re del bianco · c7 pedone del nero · d6 pedone del nero · h6 pedone del nero · a5 alfiere del nero · b5 cavallo del nero · d5 cavallo del bianco · f5 re del nero · h5 pedone del nero · d4 pedone del bianco · c3 pedone del nero · d3 pedone del nero · g3 donna del bianco · g2 cavallo del nero | 1 |
|   | a | b | c | d | e | f | g | h |   |

Soluzione:
1. Ce6!  (min. 2. Dh3+ Rg6 3. Dxd3#)
1... Ce1  2. Ce7+ Rf6  3. Dg6#

1... Ch4  2. Df4+ Rxe6  3. De4/f7#

1... Cf4  2. Dxf4+ Rxe6  3. De4/f7#

1... Ce3  2. Ce7+ Rf6  3. Dg6#

1... Cxd4  2. Cg7+ Re4  3. Cf6#

1... Rxe6  2. Df3 Cf4  3. De4#

1... Re4  2. Dxg2+ Rf5  3. Cg7#

Vedi anche un problema di matto in tre mosse composto assieme a Théodore Herlin, vincitore di un primo premio.